# Berliner Ensemble
Berliner Ensemble er en af de mest kendte teaterscener i Berlin, Tyskland.
Teatret blev etableret i Østberlin i 1949 af dramatikeren Bertolt Brecht og hans hustru, skuespillerinden Helene Weigel. I 1954 flyttede teatret til Theater am Schiffbauerdamm (opført i 1928), der ligger i Friedrich-Wilhelm-Stadt i bydelen Mitte.